# Kukës
Kukës é uma cidade e município (em albanês:  bashkia) da Albânia. É a capital do distrito de Kukës e da prefeitura de Kukës.